# Baron Cobham

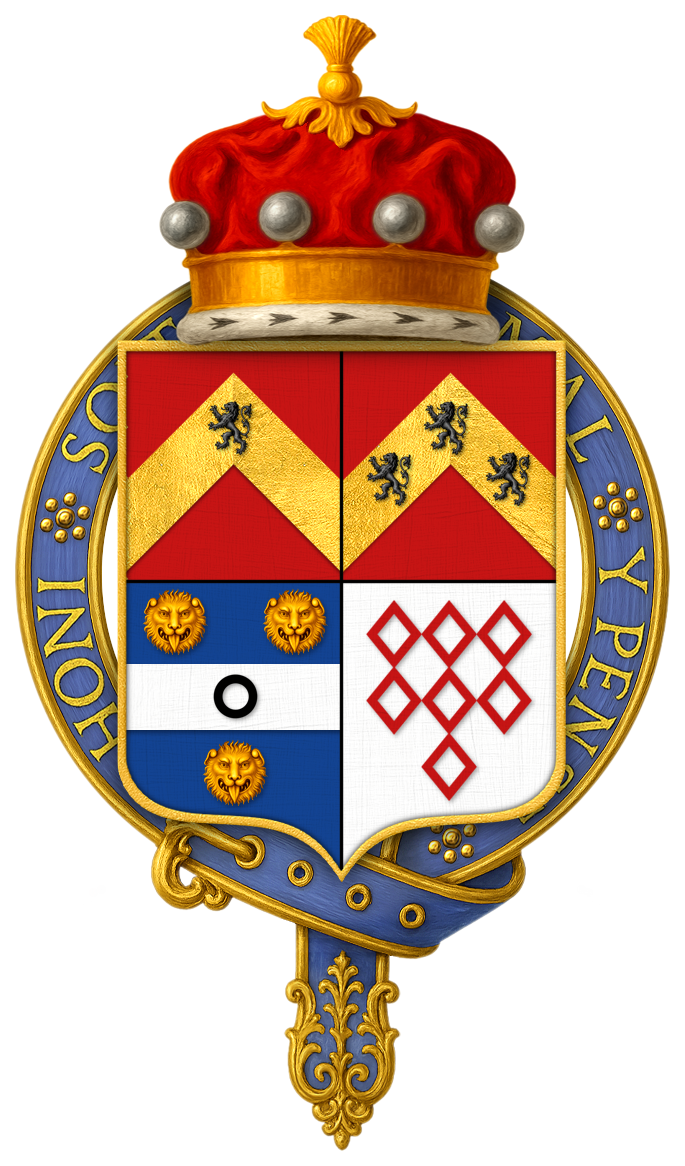
Armoiries des Barons Cobham.

Le titre de baron Cobham a été créé plusieurs fois dans la Pairie d'Angleterre. Parfois plusieurs créations différentes ont coexisté, surtout au XIVe siècle. La toute première création s'est faite en 1313 pour Henry de Cobham, issu du comté de Kent. En 1603, le onzième baron est déclaré en mort civile à cause de son implication dans un complot visant le roi Jacques Ier d'Angleterre, mais le titre reste en suspens et n'est pas déclaré éteint. En 1916, la mort civile est annulée et la suspension retirée en faveur du quinzième baron. Toutefois les douzième, treizième et quatorzième barons n'ont jamais détenu le titre. La suspension a repris effet en 1951.
En 1324, sir Ralph de Cobham, 1er baron Cobham, est appelé au Parlement en tant que « baron Cobham », mais cette création s'éteint brusquement un an plus tard à sa mort. En 1326, Stephen de Cobham, 1er baron Cobham est appelé au Parlement en tant également que baron Cobham. Ce Cobham vient de Rundale, sans relation apparente avec sir Ralph. Cette création est mise en suspens dès 1429. Une nouvelle création est faite en 1342, quand Reginald de Cobham, 1er baron Cobham est convoqué au Parlement. Cette création s'éteint à la mort du deuxième baron en 1403.
Il n'y a plus de création nouvelle jusqu'en 1645, lorsque John Brooke, 1er baron Cobham est créé « baron Cobham », titre qui s'éteint à sa mort en 1660.
En 1714, une dernière création est faite dans la pairie de Grande-Bretagne pour Richard Temple, qui est créé Vicomte Cobham quatre ans plus tard, titre qui reste joint avec la baronnie. C'est le petit-fils de sir Peter Temple, 2e baronnet, et sa femme Christian, fille de sir John Leveson et de sa femme Frances, fille de sir Thomas Sondes et de sa femme Margaret, fille du dixième baron Cobham.

## Barons Cobham (de Cobham dans le Kent); première création (1313)
- Henry de Cobham (1er baron Cobham) (en) (1260 - 1339)
- John de Cobham (2e baron Cobham) (en) (mort en 1354/1355)
- John de Cobham (3e baron Cobham) (en) (mort en 1408)
- Joan Oldcastle (4e baronne Cobham) (morte en 1434)
  - John Oldcastle (baron Cobham), jure uxoris (mort en 1417), son quatrième mari sur cinq
- Joan Braybroke (5e baronne Cobham) (en) (morte en 1442), sa fille par son second mariage
- Edward Brooke (6e baron Cobham) (en) (mort en 1464)
- John Brooke (7e baron Cobham) (ru) (mort en 1512)
- Thomas Brooke (8e baron Cobham) (en) (mort en 1529)
- George Brooke (9e baron Cobham) (1497 - 1558)
- William Brooke (10e baron Cobham) (1527 - 1597)
- Henry Brooke (11e baron Cobham) (1564 - 1619) (mort civile en 1603)
- William Brooke (12e baron Cobham) (en), de jure, (1601 - 1643) (mis en suspens à sa mort)
- William Boothby (13e baron Cobham), de jure, (1721 - 1787) (suspension interrompue en sa faveur en 1747)
- Mary Disney (14e baronne Cobham), de jure, (1716 - 1789) (mis en suspension à sa mort)
- Gervase Alexander (15e baron Cobham) (1880 - 1933) (suspension et mort civile terminée en 1916, remis en suspension à sa mort)
- Robert Alexander (1885 - 1951) (suspension retirée en 1951, et remise à sa mort)

## Barons Cobham; deuxième création (1324)
- Ralph de Cobham (1er baron Cobham) (de) (mort en 1325/1326)
- John de Cobham (2e baron Cobham) (ru) (1324/1325 - après 1378) (éteint)

## Barons Cobham (de Runham); troisième création (1326)
- Stephen de Cobham (1e baron Cobham) (mort en 1332)
- John de Cobham (2e baron Cobham) (1319 - 1362)
- John de Cobham (2e baron Cobham) (en)(1319 - 1362)
- Thomas Cobham (3e baron Cobham) (en) (1343 - 1394)
- Reynold Cobham (4e baron Cobham) (mort en 1405)
- Thomas Cobham (5e baron Cobham de Runham) (mort en 1429) (en suspens à sa mort)

## Barons Cobham (de Sterborough); quatrième création (1347)
- Reginald de Cobham (1er baron Cobham) (en) (vers 1295 - 1361)
- Reginald de Cobham (2e baron Cobham) (ru) (1348 - 1403)
- Reginald de Cobham (3e baron Cobham) (ru), de jure (1381-aft. 1446)
- Margaret de Cobham (4e baronne Cobham) (ru) , de jure (d. 1466-1471)
- Thomas Cobham (5e baron Cobham) (en), de jure (mort en 1471) (en suspens à sa mort)
- Anne Cobham (6e baronne de Cobham) (morte en 1526)

## Barons Cobham; cinquième création (1645)
- John Brooke (1er baron Cobham) (en) (mort en 1660) (éteint)

## Barons Cobham; sixième création (1714)
- voir Vicomte Cobham (en)